# Pheidole bilimeki
Pheidole bilimeki är en myrart som beskrevs av Mayr 1870. Pheidole bilimeki ingår i släktet Pheidole och familjen myror. Inga underarter finns listade i Catalogue of Life.

## Bildgalleri

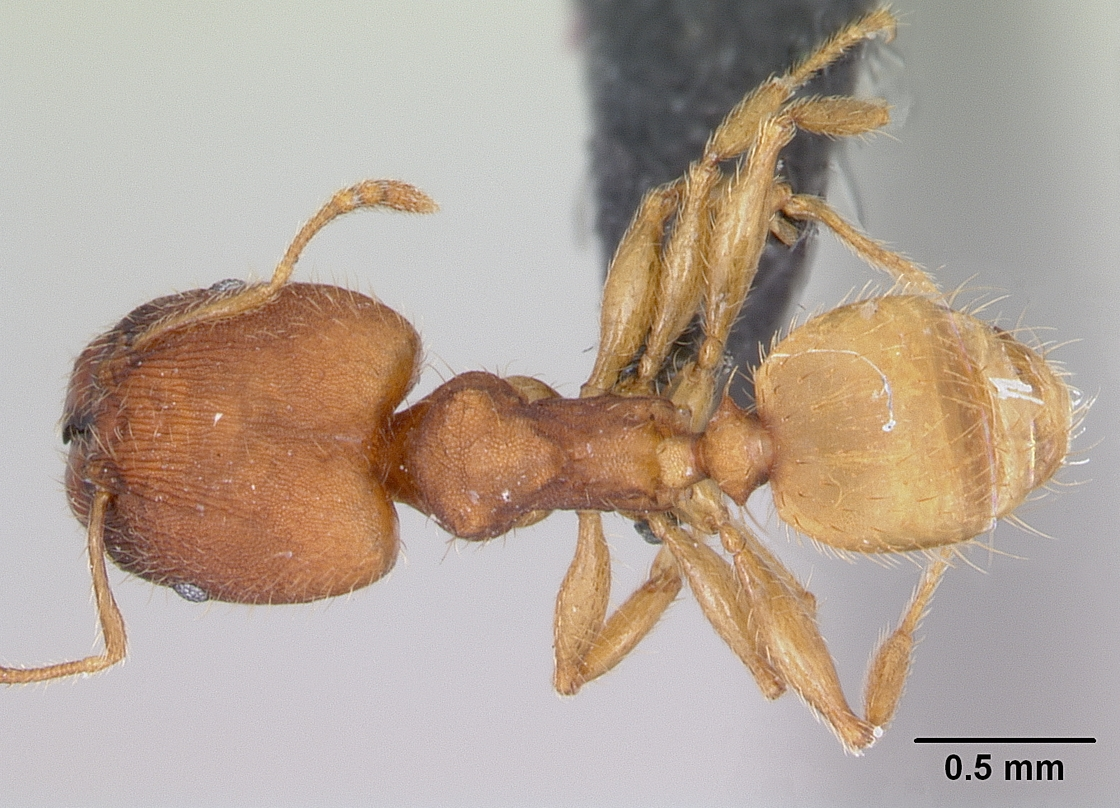
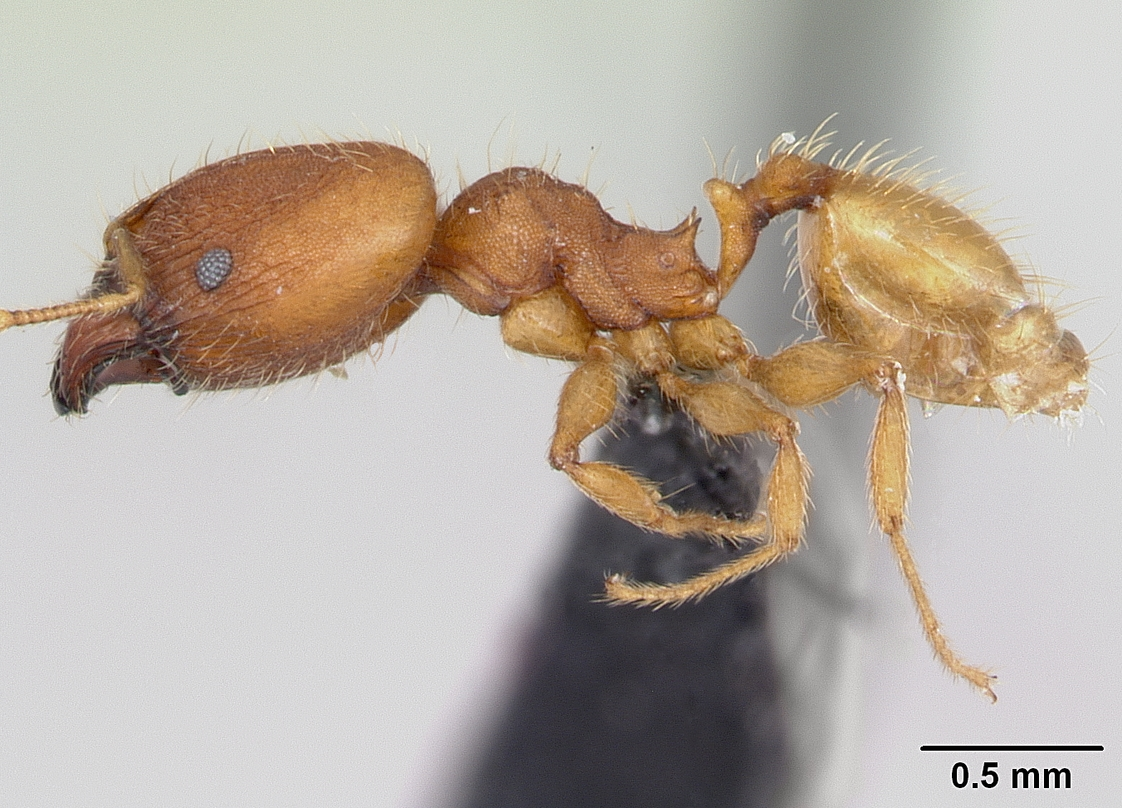
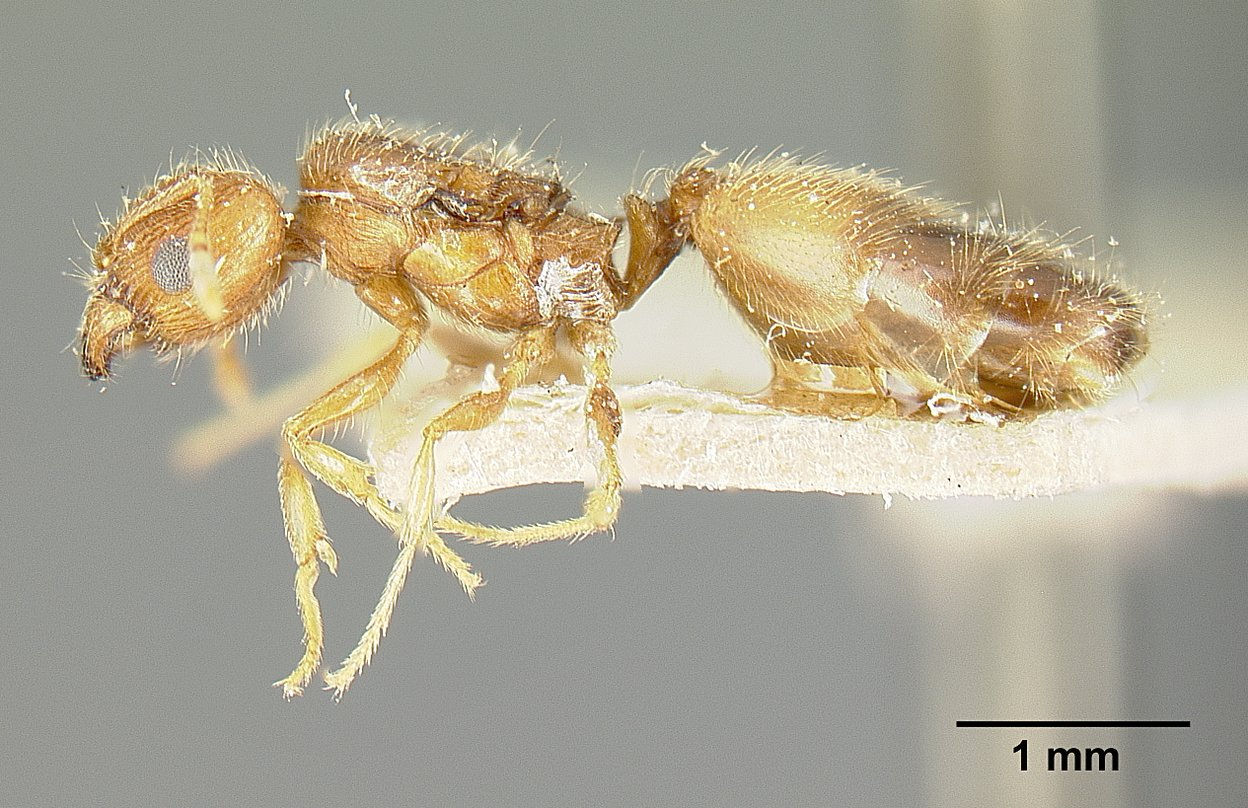
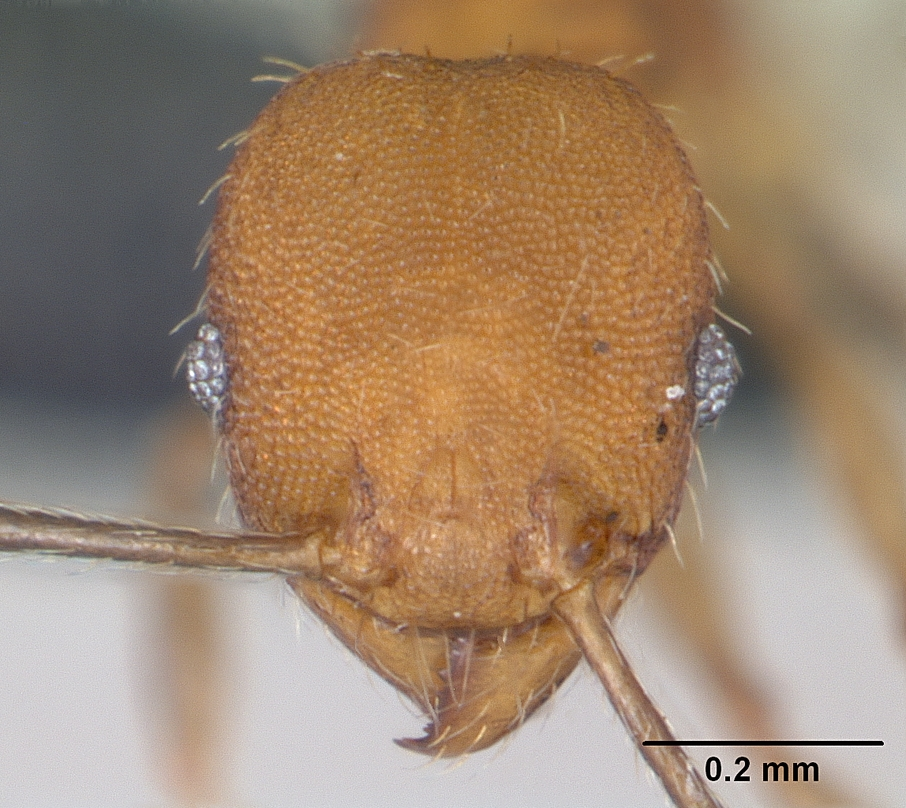